# バンテン王国

バンテン王国

バンテン王国の版図

バンテン王国（バンテンおうこく）は、16世紀から19世紀にかけてジャワ島西部バンテン地方に栄えたイスラム国家。

## 政治

### ハサヌディン王
ドゥマク王国の臣であったファタヒラーがバンテンをイスラム化したのち、バンテン地方は息子のハサヌディン（インドネシア語: Maulana Hasanuddin）に託された。彼は第2代の王となり、1552年から1570年までバンテンを統治し、バンテン王国の政治基盤を確立した。
ハサヌディンはランプン（スマトラ南部）へ支配地域を広げ、スンダ海峡の交易路の唯一の支配者になった。その結果、スンダ海峡を通過する商人は、バンテンの港で活動するよう義務づけられた。王国にはグジャラート、ペルシャ、中国、トルコ、ペグー（南ビルマ）、ケリンの商人が多く訪れた。
ハサヌディンはインドラプラの王の娘と結婚した。さらにインドラプラの王は胡椒の産地であるスレバールの土地を引き渡した。

### パヌンバハン・ユスフ
1570年にハサヌディンが死去したのち、息子であるパヌンバハン・ユスフ（インドネシア語: Maulana Yusuf）が後継者となった。農業と灌漑に力を注ぎ、王国の支配地域を拡大することに努めた。1579年にパクアンを奪取したさい、パクアン王プラブ・セダーが戦死した。それにより西部ジャワ最後のヒンドゥー王国の砦であったパジャジャラン王国は崩壊した。
10年間の統治ののち、パヌンバハン・ユスフは重い病気によって死去した。

### マウラナ・ムハマド
パヌンバハン・ユスフが病気になったとき、王国の大臣たちは当時9歳であったマウラナ・ムハマドをカンジェン・ラトゥ・バンテンと称してバンテンの王にした。大臣が後見人となり、王が統治できるようになるまで政治活動全般を執り行った。
1596年にパレンバンを攻撃し支配するため、カンジェン・ラトゥ・バンテンは自ら王国の軍隊を指揮した。スマトラの胡椒や農産物などの集積所にするため、マラッカ海峡の端に位置するこの商業港を占領する目的であった。遠征は順調に進みパレンバンをほとんど占領しかけたが、カンジェン・ラトゥ・バンテンが狙撃されて死亡したため、結局成功しなかった。

### アブムファキル
王の地位は、当時5歳になったばかりの息子アブムファキルに継がれた。アブムファキルは王室の宗教家ジャヤヌガラに補佐された。しかし、彼は乳母であったニャイ・ウンバン・ランクンの影響を強く受けた。
1596年にコルネリス・ドゥ・ハウトマンに率いられたオランダ人がバンテンの港に到着した。目的は香料の買い付けであった。

### スルタン・アブマーリ・アフマド・ラフマトゥラー
アブムファキルの死後、息子のスルタン・アブマーリ・アフマド・ラフマトゥラーが後を継いだ。この時代、王国は新興勢力であるオランダ東インド会社の進出に苦慮することになる。1603年にはバンテン港にオランダ商館が開かれ、1619年にはヤン・ピーテルスゾーン・クーンがバンテンの東にあるバタヴィアに城砦を築いて、オランダ東インド会社の本拠地をここに定めた。バンテン王国はイギリスと連合してこれを攻めるが、成功しなかった。

### スルタン・アグン・ティルタヤサ
ラフマトゥラーの死後、息子のスルタン・アグン・ティルタヤサが後を継ぎ、バンテン王国を1651年から1692年まで統治した。スルタン・アグン・ティルタヤサは王国を拡大し、オランダ人をバタヴィアから追放しようと画策した。オランダに対抗するために交易活動を振興したり、王国の軍隊に命じてオランダに対して略奪を行わせた。また、住民を扇動してチアンケにあるオランダ所有のサトウキビ農園を襲撃させた。一連の行動は、オランダを困惑させるに至った。
1671年にスルタン・アグン・ティルタヤサは息子のスルタン・アブドゥルカハルを摂政に任命し、ティルタヤサに隠遁したが、統治権全般を手放すことはなかった。1674年にスルタン・アブドゥルカハルはメッカ巡礼を行い、トルコを訪問しつつ1676年に帰国した。以後、彼はスルタン・ハジを名乗った。スルタン・ハジはオランダと良好な関係を構築したため、スルタン・アグン・ティルタヤサは快く思わず、王位を取り上げようとした。しかし、スルタン・ハジは応じず、両者の間で内戦が起こった。スルタン・アグン・ティルタヤサは捕らえられたのちバタヴィアに収監され、1692年に生涯を終えた。
スルタン・ハジの勝利はバンテン王国崩壊の始まりとなった。バンテン王国がオランダ側の管理下に置かれたためである。スルタン・ハジは単なる傀儡に過ぎなくなった。

## 経済
バンテンは、交易港およびイスラム教の布教の中心地として発展した。発展の地理的要因として、現在では以下の事項が考えられている。
- バンテン湾に位置し、良港の条件を備えていた。
- スンダ海峡の端という戦略的に極めて重要な位置にあった。ポルトガルがマラッカの支配権を掌握してから新しい航路が開拓され、イスラム商人の交易活動がいっそう盛んになったためである。バンテンはチレボンとともに、西部ジャワ交易の中心地のひとつになった。
- 胡椒という重要な輸出品があり、外国商人を引きつけた。

急速に発展するバンテンには、グジャラート、ペルシャ、中国、トルコ、ペグー、ケリン、ポルトガルなどの多くの外国商人が訪れた。都にはケリンの集落を作ったケリン人、プコジャンの集落を作ったアラブ人、プチナンの集落を作った中国人といった出身地別の集落がすぐに形成された。一方、インドネシア商人は、バンダ集落、ムラユ集落、ジャワ集落などの独自の集落を形成した。それ以外にも鍛冶屋、陶工などの住民の職能に基づいて形成された集落も存在した。
ポルトガル人とオランダ人とはヨーロッパ大陸で利害が対立しており、バンテンへのオランダ人の到来はポルトガル人にとって喜ばしいものではなかった。しかし、バンテン王国は自由貿易政策を実施していたので、ポルトガル人が行いたかった交易の独占は失敗に終わった。

## 社会
バンテン地方がファタヒラーにイスラム化されて以来、社会状況はイスラム教で行われる規則や法に基づき始めた。さらに、バンテン王国がパジャジャラン王国を打倒したのち、イスラムの影響はさらに内陸部へと広がった。
福利の向上に努力したスルタン・アグン・ティルタサヤ統治下で、人々の生活は急速に向上した。しかしその後、政治制度へのオランダの干渉によって、次第に悪化していった。

## 文化
王政国家であったため、民衆の文化についての記録は多くない。バンテンの建築芸術においては、16世紀に建てられたバンテン・アグン・イスラム寺院、ヤン・ルーカス・カルデール（バタヴィアから逃げ出したイスラム教を信仰するオランダ人）によって建てられた王宮の建物、バンテン・カイボンの大門が残っている。